# Селник (Марушевец)
Селник је насељено место у саставу општине Марушевец у Вараждинској жупанији, Хрватска. До територијалне реорганизације у Хрватској налазио се у саставу старе општине Иванец.

## Становништво
На попису становништва 2011. године, Селник је имао 399 становника.

## Попис1991.
На попису становништва 1991. године, насељено место Селник је имало 431 становника, следећег националног састава:
| Попис 1991.‍ | Попис 1991.‍ | Попис 1991.‍ | Попис 1991.‍ | Попис 1991.‍ |
| ----------- | ----------- | ----------- | ----------- | ----------- |
|             |             |             |             |             |
| Хрвати      | Хрвати      |             | 423         | 98,14%      |
| Словенци    | Словенци    |             | 1           | 0,23%       |
| непознато   | непознато   |             | 7           | 1,62%       |
| укупно: 431 |             |             |             |             |